# Biernik
Ten artykuł należy dopracować:

przedstawiono sytuację tylko z polskiej perspektywy – artykuł powinien być przekrojowy.
Pomóż go poprawić. 
Biernik (łac. accusativus) – czwarty przypadek deklinacji.

## Składnia biernika w języku polskim
Rzeczowniki, zaimki osobowe, liczebniki główne i zbiorowe, które przyjmują formę biernika, zazwyczaj funkcjonują w zdaniu jako dopełnienie bliższe. Natomiast przymiotniki, pozostałe zaimki i imiesłowy przymiotnikowe w bierniku pełnią funkcję przydawki.
Wiele czasowników w języku polskim ma rząd biernikowy (np. czytać, reklamować, jeść, wybierać, lubić, zasypać – kogo? co?). Jednak gdy czasowniki te występują po przeczeniu, ich rząd zmienia się na dopełniaczowy (kogo? czego?).
Niektóre czasowniki rządzą zarówno biernikiem, jak i dopełniaczem, dzieje się tak, jeśli czasownik jest wieloznaczny, np.:
- B. dostać = otrzymać (co? naganę, prezent);
- D. dostać = nabawić się (czego? anginy, grypy).

Wybór rządu biernikowego może też sugerować, że traktujemy wyrażony w bierniku obiekt całościowo, podczas gdy użycie dopełniacza znamionuje cząstkowość, np:
- B. kupić ser, dostarczyć węgiel – chodzi tu o cały ser, wszystek węgiel;
- D. kupić sera, pożyczyć pieniędzy – nabyć określoną ilość/trochę sera, pożyczyć jakąś część gotówki z puli.

Ponadto biernik występuje także po niektórych przyimkach:
- wymagających stale biernika, np. przez (przez rzekę, przez całą noc, przez pomyłkę);
- łączących się z biernikiem dla wskazania ruchu w określonym kierunku w odróżnieniu od położenia, np. na, pod, nad, w itd. (odłożyć na półkę wobec leżeć na półce; wejść w las wobec być w lesie).

Niektóre wyrazy w bierniku mogą też pełnić funkcję okolicznika, nawet gdy nie są poprzedzone przyimkiem (np. nie spać całą noc).

## Formy fleksyjne biernika w języku polskim

### Deklinacja rzeczownikowa
Rzeczowniki mogą mieć formę biernika odrębną od wszelkich innych przypadków, formę równą dopełniaczowi lub równą mianownikowi, co uzależnione jest od ich przynależności do jednego z pięciu rodzajów oraz od ich zakończenia.
1. Rzeczowniki żeńskie, zakończone w mianowniku liczby pojedynczej na -a oraz -i, a także rzeczowniki męskie, przyjmujące formę odmiany żeńskiej samogłoskowej, w bierniku liczby pojedynczej przyjmują końcówkę -ę[4] (maskę, żmiję, gospodynię, poetę). Wyjątek stanowią rzeczowniki pani – B. panią oraz królowa – B. królową.
2. Część rzeczowników przyjmuje w bierniku formę równą dopełniaczowi. Należą do nich wyłącznie wyrazy rodzaju męskiego, zaliczające się do następujących grup:
  - w liczbie pojedynczej rzeczowniki żywotne nieosobowe (komara, łosia) i żywotne osobowe (lekarza, ucznia), o ile nie kończą się w mianowniku na -a (B. satelitę, D. satelity, B. zwycięzcę, D. zwycięzcy);
  - w liczbie pojedynczej rzeczowniki określające osoby zmarłe i istoty nadprzyrodzone (nieboszczyka, topielca, wampira);
  - w liczbie pojedynczej nazwy tańców, gier, wyrobów fabrycznych, figur szachowych i kart, wielu potraw, owoców, grzybów (poloneza, badmintona, papierosa, pionka, hamburgera, ananasa, rydza);
  - w liczbie pojedynczej rzeczowniki nieżywotne, wchodzące w skład utartych związków frazeologicznych (utrzeć nosa, dać drapaka);
  - w liczbie mnogiej wszystkie rzeczowniki męskoosobowe (lekarzy, zwycięzców, uczniów).
3. Pozostałe leksemy zaś przyjmują w bierniku formę mianownika. Są to:
  - w liczbie pojedynczej te rzeczowniki męskie nieżywotne, które nie spełniają żadnego z powyższych warunków dla przyjęcia formy biernika równej dopełniaczowi (komputer, rower, jesion);
  - w liczbie pojedynczej rzeczowniki żeńskie z zakończeniem spółgłoskowym (maść, pieśń, sień, mysz);
  - w liczbie pojedynczej wszystkie rzeczowniki rodzaju nijakiego (motto, szczenię, lato);
  - w liczbie mnogiej wszystkie rzeczowniki rodzaju innego niż męskoosobowy (bagaże, grządki, imiona);
  - liczebniki zbiorowe (dwoje drzwi).

### Deklinacja przymiotnikowa
W liczbie pojedynczej leksemy rodzaju żeńskiego przyjmują w deklinacji przymiotnikowej końcówkę -ą (miłą, kapryśną, utalentowaną dziewczynę), rodzaju nijakiego zachowują końcówkę mianownika (niezwykłe, przestronne lokum), natomiast w rodzaju męskim przyjmują formę dopełniacza lub biernika, w zależności od formy fleksyjnej rzeczownika, który określają (wybitnego wirtuoza, wybitny obraz).
Zaimki osobowe ten, ta, to odmieniają się jak przymiotniki, lecz w rodzaju żeńskim liczby pojedynczej zaimek ta przyjmuje nietypową formę tę.
W liczbie mnogiej określenia rzeczowników męskoosobowych mają biernik równy dopełniaczowi.

### Deklinacja zaimkowa
W deklinacji zaimkowej biernik równy jest dopełniaczowi. Wyjątek stanowi zaimek pytajno-względny co, który przyjmuje formę mianownika. Ponadto biernik zaimka ty ma dwie formy: akcentowaną ciebie (= D.) oraz nieakcentowaną cię.

### Deklinacja liczebnikowa
Końcówkę dopełniacza otrzymują liczebniki w bierniku określające rzeczowniki męskoosobowe (trzech mężczyzn, siedmiu uczniów), wszystkie pozostałe przyjmują formę równą mianownikowi (pięć panien, cztery rzeki).